# Sonata per a piano núm. 5 (Mozart)
La Sonata para piano núm. 5 en sol major, K 283 (K. 189h) és una obra de Wolfgang Amadeus Mozart composta cap a l'any 1774. Consta de tres moviments:
1. Allegro
2. Andante
3. Presto

L'obra manté encara la influència haydniana, però l'autor mostra tota la seva personalitat en començar l'obra amb una dolçor i tendresa molt característiques. A l'inici de l'Andante es pot reconèixer en les quatre notes repetides que és el motiu que hi ha en el Larghetto del Concert per a piano núm. 26 (de la Coronació).